# Villa Bozzi

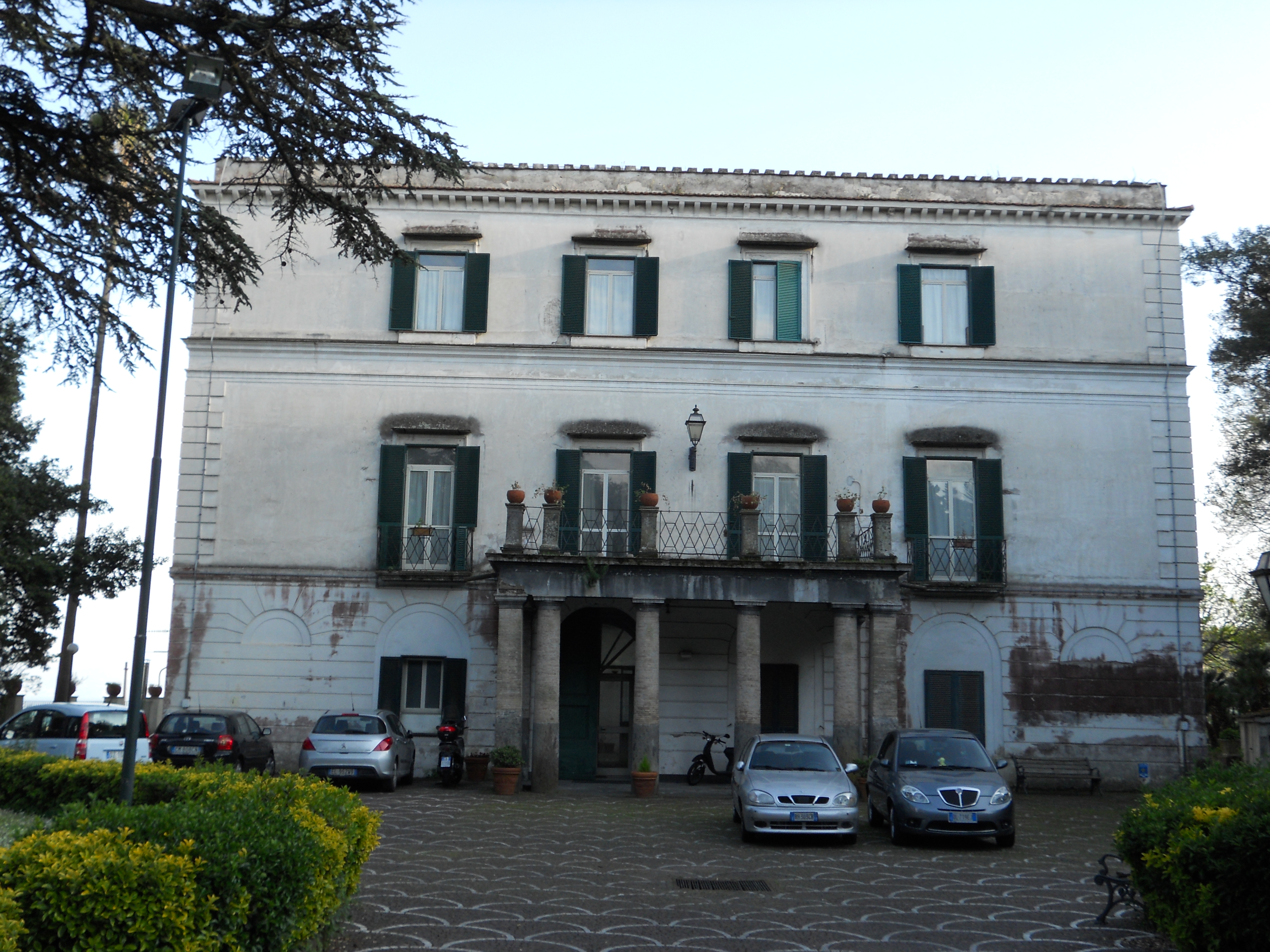
Villa Bozzi in Neapel, Fassade.

Die Villa Bozzi (ursprünglich Villa Macedonio, danach Villa Dupont) ist ein Landhaus aus dem 19. Jahrhundert am Hügel Capodimonte von Neapel in der italienischen Region Kampanien. Es liegt an der Via Ponti Rossi.

## Geschichte
An der Stelle, an der heute das Landhaus steht, befand sich Anfang des 18. Jahrhunderts ein Casino, das Filippo de Angelis gehörte. Am 20. Mai 1808 schenkte es Joseph Bonaparte seinem Verwalter des Königshauses, Luigi Macedonio; diesem gelang es, nach der Rückkehr von König Ferdinand I. auf den Thron, das Anwesen zu behalten und es auch umbauen zu lassen, inspiriert von den Schweizer Chalets. Auch die umgebenden Grünflächen wurden überarbeitet, wobei man Wege, kleine Alleen, Wäldchen usw. neu anlegte.
Dennoch wurde das Haus, nachdem es im Oktober 1825 an Maurizio Dupont, Generalinspekteur für indirekte Aufgaben, gefallen war, in den Jahren 1830 und 1831 von Luigi und Stefano Gasse nach klassizistischem Geschmack renoviert. Dann wurde die Villa an Lady Errichetta Drummond verkauft. Heute gehört die historische Villa der erzbischöflichen Kurie von Neapel, die sie 1984 von der Familie Bozzi gekauft hatte. Viele Jahre lang war dort das Seminario minore untergebracht, das nach Papst Paul VI. benannt ist.

## Beschreibung
Das Gebäude wurde im Laufe der Zeit öfters umgestaltet und zeigt sich heute als graziöses, klassizistisches Bauwerk in weiß mit einer breiten und fein ausgearbeiteten Loggia mit dorischen Säulen, verschlossen mit großen Fenstern, die es früher nicht gab. Die Villa wird durch eine große, offene Terrasse abgeschlossen, die über dem anschließenden Park liegt und von der aus man den Golf von Neapel sehen kann.
Der Park im englischen Stil (vermutlich wegen der früheren Besitzerinnen Lady Drummond und Carlotta Vanneck) wurde ebenfalls mehrfach umgestaltet. Im 19. Jahrhundert wurde die Grünfläche durch ein letztes Gebäude aufgewertet: Die Villa Anna in wertvollem, eklektischen Stil.